# Грушевський заказник
Гру́шевський заказник — ботанічний заказник місцевого значення в Україні. Розташований на південний захід від села Грушеве Лебединського району Сумської області.
Заснований у 2008 році. Загальна площа 33,5 га, з них 21,8 га входить до складу природного заповідника Михайлівська цілина. Територія заказника являє собою ділянку лучного степу, збережену від розорювання і заліснення в балці.